# Olivia Smith
Olivia Smith (Toronto, 5 augustus 2004) is een voetbalspeelster uit Canada. Ze speelt als aanvaller voor Arsenal in de Super League.

## Clubcarrière
Smith kwam sinds 2022 uit voor North Toronto Nitros in de League1 Ontario. Ze debuteerde op 7 mei van hetzelfde jaar in een wedstrijd tegen Alliance United. Tijdens de daaropvolgende wedstrijd maakte Smith haar eerste doelpunt tegen Simcoe County Rovers FC. Op 18 mei 2022 maakte ze twee doelpunten tegen Electric City FC. In een wedstrijd tegen BVB IA Waterloo op 18 juni 2022 maakte ze vier doelpunten. Na afloop van het seizoen werd ze uitgeroepen tot jonge speelster van het jaar, aanvalster van het jaar en won ze de gouden schoen na 18 doelpunten in elf wedstrijden te hebben gemaakt.
In juli 2023 tekende Smith haar eerste profcontract bij het Portugese Sporting CP, waar ze voor drie jaar tekende in de Campeonato Nacional Feminino. Tijdens haar debuut kwam ze tot scoren en gaf ze een assist. Na haar debuutseizoen werd Smith uitgeroepen tot speelster van het jaar. Ook werd ze door de Portugese voetbalbond uitgeroepen tot jonge speelster van het jaar.
In juli 2024 maakte Smith een transfer naar de Engelse club Liverpool, dat £200,000 voor haar komst betaalde. Ze was de eerste vrouw die tot scoren kwam voor Liverpool op Anfield, in een 1-2 nederlaag tegen Manchester City op 13 oktober 2024. Smith groeide snel uit tot een vaste waarde van de The Reds. Op 14 maart 2025 kwam Smith opnieuw tweemaal tot scoren op Anfield in een wedstrijd tegen Manchester United, de eerste overwinning van Liverpool vrouwen in het stadion. Smith voltooide het seizoen met negen doelpunten in 25 optredens, waarna zij werd benoemd tot Liverpool speelster van het jaar en jonge speelster van Liverpool van het jaar.
Op 17 juli 2025 voltooide Smith haar overstap naar Champions League winnaar Arsenal. De Londense club betaalde meer dan 1 miljoen pond voor haar komst, waarmee ze de duurste transfer ooit was in het vrouwenvoetbal. Smith tekende een vierjarige verbintenis tot 30 juni 2029. Smith hoopte haar droom van het winnen van prijzen in zowel Engeland als Europa bij Arsenal te kunnen waarmaken.

## Statistieken
| Seizoen | Club        | Land     | Competitie          | Wedstrijden | Doelpunten |
| ------- | ----------- | -------- | ------------------- | ----------- | ---------- |
| 2023/24 | Sporting CP | Portugal | Campeonato Nacional | 11          | 13         |
| 2024/25 | Liverpool   | Engeland | Super League        | 20          | 7          |
| 2025/26 | Arsenal     | Engeland | Super League        | 1           | 0          |
| Totaal  | Totaal      | Totaal   | Totaal              | 31          | 20         |

Laatste update: 20 juli 2025

## Interlandcarrière
Smith werd eind 2019 voor het eerst opgeroepen voor het Canadese nationale team. Op 7 november 2019 werd ze de jongste debutant ooit van de Canadese nationale ploeg door met haar 15 jaar en 94 dagen oud in te vallen voor Jordyn Huitema in de 86ste minuut van een wedstrijd tegen Brazilië in een internationaal toernooi in Chongqing, China, waarmee ze de vorige jongste debutant  Kara Lang voor bleef. Tegen Nieuw-Zeeland volgde de tweede interland van Smith.
In 2019 werd ze uitgeroepen tot Canadees jeugdinternational van het jaar. In 2022 kwam ze met Canada -20 uit op het WK 2022.
Smith werd het jaar erop opgenomen in de Canadese selectie voor op het WK 2023 in Australië en Nieuw-Zeeland. Met haar achttien jaar was ze de jongste speelster van de Canadese selectie. Smith maakte haar debuut op een WK in het laatste groepsduel tegen Australië.
Een oproep voor de Olympische Zomerspelen 2024 in Parijs bleef uit. Smith werd wel uitgeroepen tot Jonge Canadese speelster van het jaar in 2024.